# Knott GmbH
Die Knott GmbH entwickelt, konstruiert, produziert und vertreibt Fahrwerkskomponenten für Anhänger und Bremssysteme für Nutzfahrzeuge. Produziert wird in 15 Ländern an über 20 Standorten. Seit 2002 unterstehen alle Gesellschaften der Knott Holding in Eggstätt.

## Geschichte
Das Unternehmen wurde 1937 in Eggstätt von Valentin Knott Senior als Maschinenbau Knott Eggstätt gegründet. Erster Unternehmenssitz war der kleine Bauernhof in Familienbesitz. Der Stall des Hofs wurde ausgeräumt und erste gebrauchte Maschinen beschafft und installiert. 
Anfangs wurden insbesondere Teile für Getriebe der Firmen Hurth und Steinbock gefertigt. So brachte der heraufziehende Krieg mit seinem erhöhten Bedarf an Getrieben für damalige Verhältnisse bereits Großserienproduktionen. Zu Beginn des Krieges waren etwa 30 Arbeiter beschäftigt, am Ende des Krieges ca. 180. Diese Zahlen beinhalten auch Zwangsarbeiter, die aus ihren Ländern nach Deutschland deportiert wurden. 
1947 wurde die Produktion wieder aufgenommen. Während einer Experimentierphase brauchte man das noch vorhandene Material restlos auf. Aus Granatrohlingen fertigte man Aschenbecher, Christbaumständer oder Tischfeuerzeuge. Auf der Suche nach tragfähigeren Fertigungsprogrammen wurden Fleischwölfe, Nudelpressen und Brotschneidemaschinen konstruiert.
Ab 1953/54 erweiterte Knott die Produktion um Starrachsen für die Landwirtschaft sowie Industriebremsen. 
1957 wurde die Produktion des Messerschmitt Kabinenrollers in Regensburg übernommen und dadurch eine zweite Produktionsstätte in Deutschland errichtet. Anfang der 1960er Jahre war die Zeit dieser kleinen Fahrzeuge vorbei und es wurde wieder experimentiert. Getränkeautomaten, Gärtnereimaschinen, Reinigungsmaschinen, Mopeds bis zum berühmten "Messerschmitt-Tiger" bildeten die Basis des neuen Fertigungsprogrammes.
1963 wurde im Werk Regensburg die gefederte Achse "Gummifederachse" und 1978 die Auflaufbremse für den Anhängermarkt entwickelt. In Zusammenarbeit der beiden Werke Eggstätt und Regensburg wurden diese Auflaufbremsanlagen gefertigt. Eggstätt übernahm die Bremsenfertigung und Regensburg die Achsenfertigung. Hierfür wurde 1980 die "Knott Bremsentechnik" gegründet. 
Valentin Knott jun. übernahm 1978 die Geschäftsführung und forcierte die Gründung internationaler Tochterunternehmen aufgrund des weltweiten steigenden Bedarfs. 
Bis zum Jahre 1995 erfolgten so Gründungen und Übernahmen neuer Fertigungsstätten in Italien, England, USA, Slowakei, Polen, Tschechien, Ungarn, Rumänien und die Umfirmierung in Knott GmbH. 
Anschließend wurden an bestehenden Standorten wie 1995 Regenstauf, in Polen, der Slowakei sowie in Rumänien neue Werke erbaut. Es folgten weitere Gründungen bzw. Übernahmen in Russland, Österreich, Ukraine, Serbien, Finnland und China. Als Konsequenz dieser starken Expansion wurde im Jahre 2002 die Knott Holding als Konzernmutter gegründet. 
Seit 1997 besitzt die Knott GmbH ein zertifiziertes Qualitätsmanagementsystem nach ISO 9001. 2005 erfolgte dann die weltweite Gemeinschaftszertifizierung.

## Wichtige Produkteinführungen
1963 wurden erste Gummidrehschubfederachsen – System Knott – bis 8.000 kg geliefert. Dies war
eine Weiterentwicklung der Achse des legendären Messerschmitt Kabinenrollers, den Knott im Werk
Regensburg bis 1963 fertigte.
1953/54 Fertigung der ersten Bremse für Landmaschinen, Baumaschinen und Gabelstapler.
1980 führte Knott als erstes Unternehmen die absenkbare Achse ein.
1983 setzte Knott wiederum als erster Achshersteller die wartungsfreien, wassergeschützten, zweireihigen
Schrägkugellager bei Achsen für Boots-, Pferde- und PKW-Anhängern ein.
1984 wurden die ersten Achsen mit angeschraubten Bremsstummeln an Westfalia geliefert, einen der damals größten Anhängerhersteller. Im gleichen Jahr erhielt Knott ein Patent auf die von außen einhängbaren Bremsseilzüge. Dieses vor allem den Service vereinfachende Patent wurde auch von Mitbewerbern in Lizenz genutzt.
1988 Einführung der hydraulischen Scheibenbremse.
1991 Patentierung der automatischen Nachstellung für Spreizhebelbremsen mit Rückfahrautomatik.
1991/92 Ausweitung des Lieferprogramms auf hydraulische Auflaufbremsanlagen bis 3.500 kg für Anhänger aller Art.
1993 Spezialachsen, pneumatisch oder hydraulisch gebremst, mit automatischer Nachstellung und Antiblockiersystem für Sattelauflieger und Spezialanhänger bis 8.000 kg.
1994 Entwicklung und Serieneinführung der neuartigen, nasslaufenden Vollscheibenbremse für land- und forstwirtschaftliche Fahrzeuge, Baumaschinen und Flurförderzeuge.
1997 Einführung der Federspeicher-Gleitsattel-Scheibenbremse als Feststell- und Hilfsbremse für schwere Baumaschinen und Gabelstapler.
2004 Vorstellung des ETS (elektronisches Stabilisierungsprogramm für Trailer) für PKW-Anhänger.
2011 Einführung der automatischen Nachstellung in Trommelbremsen mit Rückfahrautomatik.
2016 ETS Plus, ein nachrüstbares Sicherheitssystem auflaufgebremste PKW-Anhänger bis 3500 kg.